# Landseer
El landseer es una raza de perro originaria de Alemania y Suiza. Muchos clubes caninos consideran al landseer como una variante blanca y negra del terranova, pero la Federación Cinológica Internacional (FCI) lo reconoce como una raza separada. El nombre de la raza viene del pintor británico Edwin Landseer, que realizó muchas ilustraciones y cuadros en dónde aparecían estos perros rescatando niños de las aguas. 

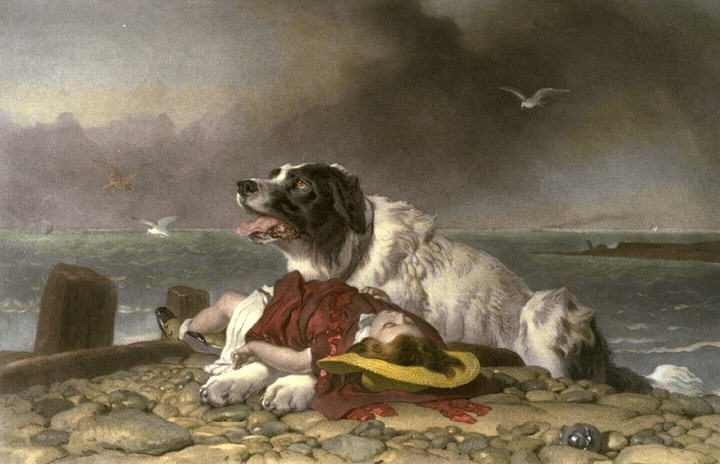
Una de las pinturas de Edwin Landseer, de quien la raza tomó el nombre. Representa al perro como un heroico rescatista de niños que se ahogan.

## Generalidades
El perro Nana en Peter Pan, aunque a menudo se representa como un san bernardo, es en realidad un terranova, según el texto original. La película de 2004 Descubriendo Nunca Jamás mostraba un landseer como la mascota de J. M. Barrie, en la que se basaba Nana.[cita requerida]
Su altura a la cruz es de 72 a 80  cm en los machos y de 67 a 72 cm en las hembras.